# ناو کلاس اوماها
کروزر کلاس اوماها (به انگلیسی: Omaha-class cruiser) یک کلاس از کشتی است که طول آن ۵۵۶ فوت ۶ اینچ (۱۶۹٫۶۲ متر) می‌باشد.